# Chersobius
Chersobius – rodzaj żółwi z rodziny żółwi lądowych (Testudinidae).

## Zasięg występowania
Rodzaj obejmuje gatunki występujące w Afryce Południowej (Namibia i Południowa Afryka).

## Systematyka

### Etymologia
- Chersobius: gr. χερσος khersos „stały ląd”[6]; βιος bios „życie”[7].
- Pseudomopus: gr. ψευδος pseudos „fałszywy”[8]; rodzaj Homopus A.M.C. Duméril & Bibron, 1834. Gatunek typowy: Testudo signata J.F. Gmelin, 1789.

### Podział systematyczny
Do rodzaju należą następujące gatunki:
- Chersobius boulengeri (Duerden, 1906)
- Chersobius signatus (J.F. Gmelin, 1789) – ptaśnik plamisty[9]
- Chersobius solus (Branch, 2007)